# 孟菲

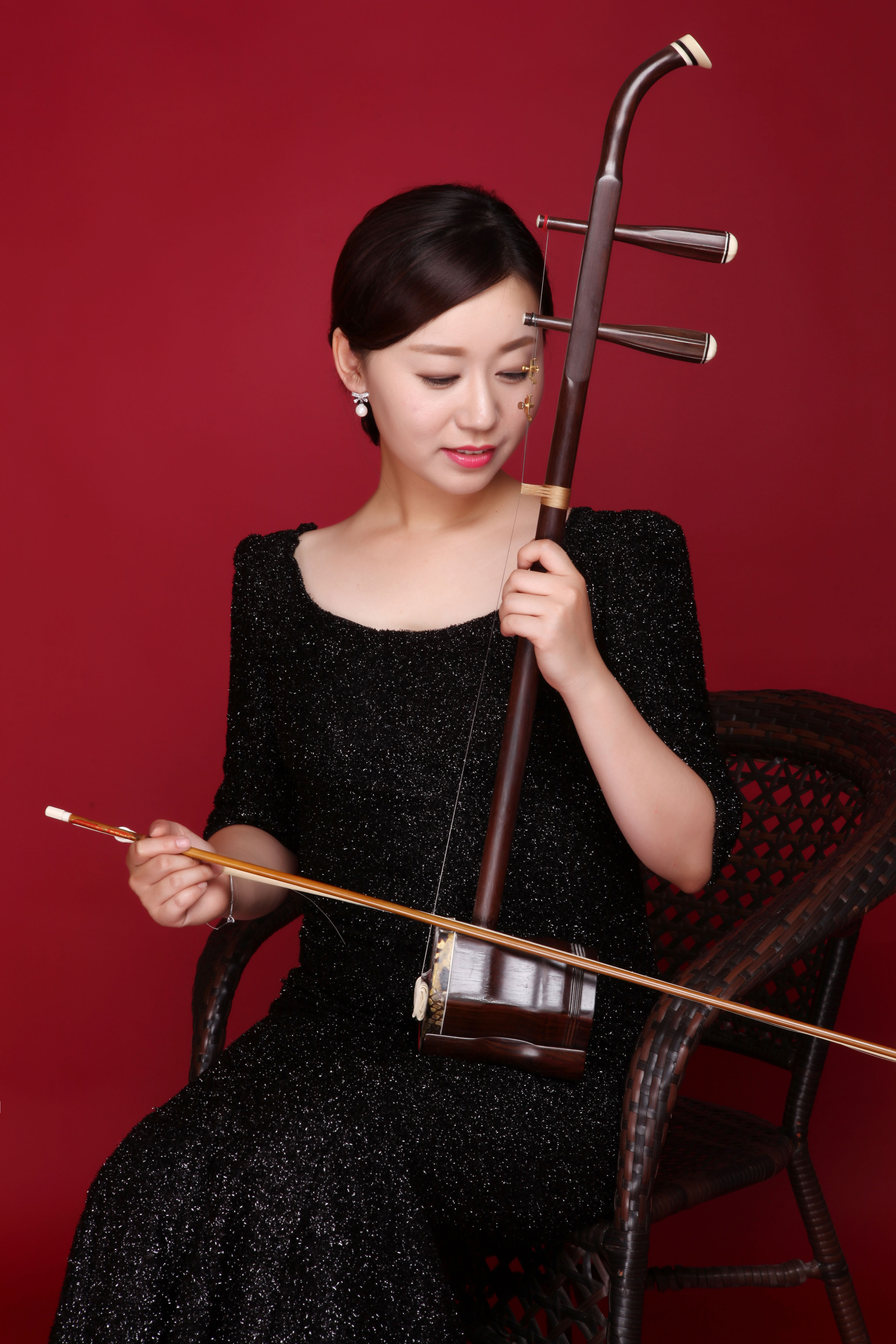
二胡奏者 孟 菲 Fei Meng　(もうひ)　出身：中国大連出身

孟 菲（もう ひ、Fei Meng、1986年7月27日 - ）は、中華人民共和国の二胡奏者。遼寧省大連市出身。石川県金沢市を拠点として演奏活動を行っている。また、石川県金沢市にて、二胡の専門店Niko Music Laboの代表も務める。

## 人物
二胡奏者。中国古典曲以外にも、クラシックやポップス、ロックなどのジャンルを二胡で表現している。幼少期から二胡を始め、14歳で二胡検定試験10級を取得。プロとしての活動の選択もあったが、大学入学を機に、あらゆる世界が見てみたいと、日本語の勉強を行う。その後、語学教育、退職者支援、感性マーケティング、ナレッジマネジメントを学ぶ。日本で博士号を取得し、その後、その知識を活かしながら、二胡活動を再スタートした。

## 略歴
1991年に両親の勧めによりピアノを始める。二胡を始めたのは1994年、朱有良（Youliang ZHU）との出会いがきっかけで、二胡の指導を受ける。そして、2000年、14歳で二胡検定試験検定試験10級を取得。
二胡に専念するも入学時期を迎え、音大に進むのか迷った結果、遼寧師範大学日本語教育学科に入学、教育免許を取得した。その際に日本語能力試験1級を取得。
上記在籍中に大阪国際大学別科交換留学（1年）。
その後、石川県能美市にある北陸先端科学技術大学院大学知識科学研究科博士前期課程修了。アメリカ合衆国カルフォルニア大学ディビス校へ語学留学も行い、2015年、北陸先端科学技術大学院大学知識科学研究科博士後期課程修了。
大学に通いながら、2011年より4年間、石川県で二胡の講師活動も同時に行っていた。
卒業後、専門分野でもある、語学教育、退職者支援、感性マーケティング、ナレッジマネジメントを活かしながら日本での活動を行いたいと、2016年、石川県金沢市に中国民族楽器店  Niko Music Labo をオープン。二胡奏者として全国各地でのコンサートも同時にスタートした。
2017年には、中国民族楽器 二胡楽団かがやきを結成。楽団員と共に各地でボランティア活動を行っている。2018年には、かほく市教育委員会主催の石川県西田幾多郎記念哲学館でコンサートを行った（協力：エフエムいしかわ）。